# Apple Pencil
Apple Pencil — лінійка бездротових цифрових стилусів, що розроблені і виробляються компанією Apple Inc. для використання як аксесуари для підтримуваних планшетів iPad.
Apple Pencil першого покоління було анонсовано разом із першим iPad Pro 9 вересня 2015 року. Він має бездротове під'єднання через Bluetooth і знімний ковпачок, який приховує роз'єм Lightning, який використовується для зарядки. Apple Pencil сумісний з моделями iPad Pro першого і другого покоління, а також з усіма іншими iPad, випущеними починаючи з 2018 року, з роз'ємом Lightning.
Apple Pencil другого покоління було анонсовано 30 жовтня 2018 року разом із iPad Pro третього покоління. Він використовує магнітне кріплення на бічній панелі планшета для зарядки, а не роз'єм Lightning, і включає чутливі до дотику області, яких можна торкатися для виконання дій у підтримуваних програмах. Він сумісний з усіма iPad з портом USB-C, включаючи iPad Air четвертого покоління та iPad mini шостого покоління.

## Технічні характеристики

### Перше покоління
Apple Pencil має чутливість до кута нахилу й сили натиску, і він був розроблений із низькою затримкою, щоб забезпечити плавне відображення на екрані. Apple Pencil і пальці користувача можна використовувати одночасно, є технологія ігнорування дотиків долонею. Один кінець пристрою має знімний ковпачок із магнітним кріпленням, який закриває роз'єм Lightning, що використовується для зарядки від порту Lightning на iPad. Початкова зарядка триває близько 12 годин, але 15 секунд зарядки забезпечує достатню потужність для 30 хвилин використання. Apple Pencil постачається з адаптером Lightning, який дозволяє використовувати його з кабелями для зарядки. Він сумісний з моделями iPad 6-го, 7-го покоління тощо.
Apple рекламувала Apple Pencil як орієнтований на творчу роботу та продуктивність; під час презентації, можливості малювання Apple Pencil були продемонстровані за допомогою мобільної версії Adobe Photoshop, а його можливості анотації документів були показані в кількох програмах Microsoft Office.
Apple Pencil використовує STMicroelectronics STM32L151UCY6 ультрамалопотужний 32-бітний RISC-мікроконтролер Cortex-M3 на базі ARM, що працює на частоті 32 МГц з 64 КБ флешпам'яті, 3-осьовий акселерометр Bosch Sensortech BMA280 і Bluetooth з низьким енергоспоживанням CSR1012A05, виробництва CSR (Qualcomm) для бездротового підключення до iPad. Він живиться від літій-іонного акумулятора, потожністю 3,82 В та ємністю 0,329 Вт·год.

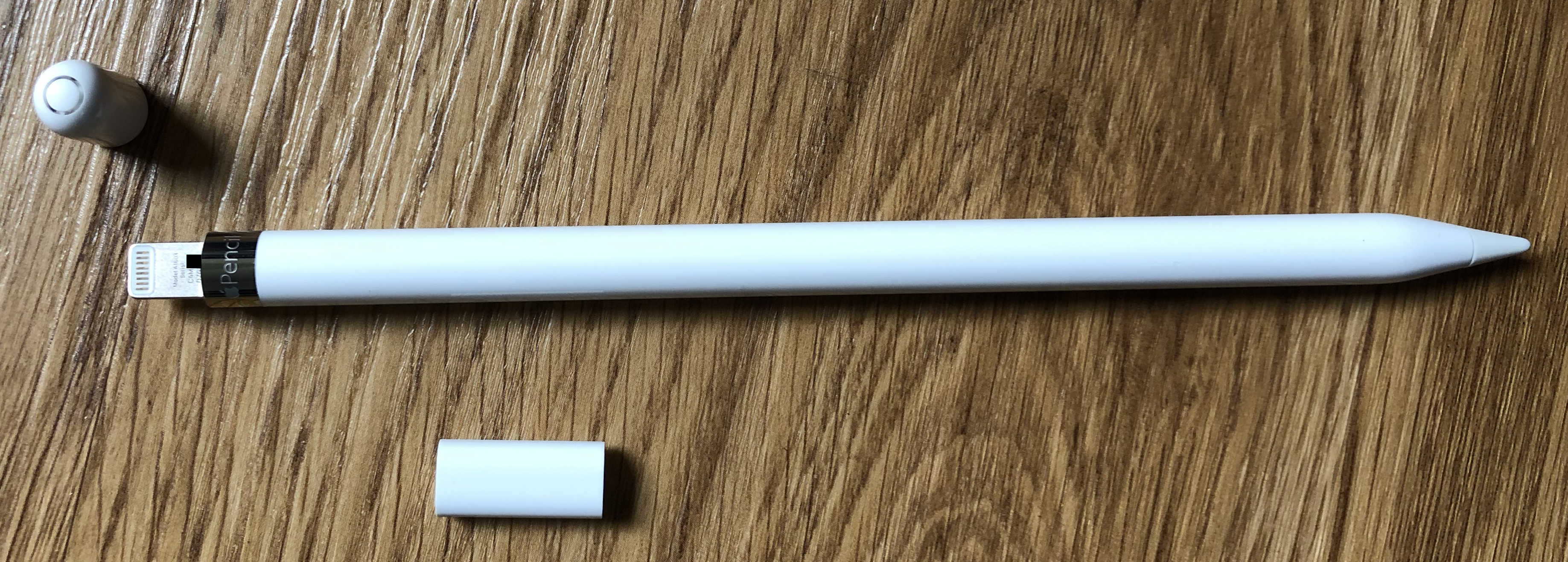
Apple Pencil першого покоління з відкритим роз’ємом Lightning. Перехідник Lightning, що додається, знаходиться ліворуч.

### Друге покоління
30 жовтня 2018 року Apple анонсувала оновлений Apple Pencil разом із iPad Pro третього покоління. За дизайном і характеристиками він схожий на першу модель, але без конектера Lightning, а частина стилуса сплющена, щоб запобігти скочування. З боків він містить зони, чутливі до дотиків, які можна використовувати для додаткових функцій у програмах. Індивідуальне лазерне гравірування доступне при покупці в онлайн-магазині Apple Store.
Замість фізичного конектера Lightning, Apple Pencil другого покоління підключається та заряджається за допомогою магнітного бездротового приєднання до планшету. Таким чином, його підтримують лише iPad Pro третього, четвертого та п'ятого покоління, iPad mini шостого покоління та iPad Air четвертого покоління. Ці iPad також мають розʼєми USB-C замість Lightning, що робить їх несумісними з Apple Pencil першого покоління. iPad, випущений у 2018 році або пізніше з портом Lightning, включаючи iPad Air третього покоління, iPad Mini п'ятого покоління та 10,2-дюймові iPad 2019, 2020 та 2021 років, підтримують лише Apple Pencil першого покоління.